# Religioni in Mozambico
Le religioni in Mozambico sono regolate dalla costituzione che prevede la libertà di religione e questo diritto è generalmente rispettato dal governo.

## Descrizione
Il cristianesimo è la religione più diffusa nel Mozambico. Secondo il censimento del 2007, i cristiani sono il 56,1% della popolazione. Altre forme religiose sono costituite dall'islam (il 17,9%) e dall'animismo, ovvero dalle religioni africane tradizionali (il 7,4%), mentre il 17,9% della popolazione non segue alcuna religione. Stime successive non hanno evidenziato variazioni significative.
La maggior parte dei cristiani nel Paese seguono il cattolicesimo (il 28,4%). Altre denominazioni cristiane provenienti dal protestantesimo includono la chiesa anglicana, la chiesa metodista, la chiesa battista, la chiesa presbiteriana, la chiesa avventista, la Chiesa cristiana cattolica apostolica e altri gruppi evangelici e pentecostali. In Mozambico sono presenti anche la Chiesa di Gesù Cristo dei Santi degli Ultimi Giorni (i Mormoni) e i Testimoni di Geova.  
I musulmani seguono principalmente il sunnismo e sono presenti soprattutto nel nord del Paese; una parte della popolazione musulmana è autoctona, a cui si aggiungono immigrati dal Medio Oriente e dall'Asia (principalmente da India e Pakistan).  
Sono presenti in piccolissima percentuale anche ebrei, indù e Bahai.